# Pterothrissus
Pterothrissus, monotipski rod riba smješten u porodicu Albulidae. Jedina je vrsta P. gissu, morska riba koja živi u dubokim vodama sjeverozapadnog Pacifika uz obale Japana, Kine i Rusije.
U rod je nekada uključivana i vrsta Nemoossis belloci